# Davide Re
Davide Re (Milano, 16 marzo 1993) è un velocista italiano, primatista nazionale della staffetta 4×400 metri.

## Biografia
È nato a Milano, ma di origini liguri e cresciuto ad Imperia.
Nel 2018 ha vinto la medaglia d'oro nei 400 metri piani ai XVIII Giochi del Mediterraneo con il tempo di 45"26.
Il 15 giugno 2019 ha stabilito a Ginevra il nuovo record italiano dei 400 metri piani con il tempo di 45"01, migliorando di undici centesimi (45"12) il precedente primato stabilito da Matteo Galvan nel 2016. Quindici giorni dopo, a La Chaux-de-Fonds, si è ulteriormente migliorato diventando, con il tempo di 44"77, il primo italiano capace di scendere sotto i 45" sulla distanza. Ad ottobre dello stesso anno ha gareggiato ai campionati mondiali di Doha 2019; vincendo la propria batteria e arrivando terzo nella propria semifinale con il tempo di 44"85 chiude con il nono tempo assoluto non riuscendo a qualificarsi alla finale per soli 8 centesimi.
Ai Giochi olimpici di Tokyo 2020 è sceso per la terza volta sotto i 45", correndo la sua prima semifinale olimpica in 44"94 e mancando l'accesso alla finale con il secondo tempo degli esclusi. Nella stessa rassegna olimpica ha stabilito per due volte, insieme a Edoardo Scotti, Vladimir Aceti e Alessandro Sibilio, il record italiano della staffetta 4×400 metri, scendendo sotto i 3 minuti sia in batteria (2'58"91) che in finale (2'58"81), conclusa al settimo posto.

## Record nazionali
Seniores
- Staffetta 4×400 metri: 2'58"81 ( Tokyo, 7 agosto 2021) (Davide Re, Vladimir Aceti, Edoardo Scotti, Alessandro Sibilio)

## Progressione

### 400 metri piani
| Stagione | Tempo | Luogo             | Data       | Rank. Mond. |
| -------- | ----- | ----------------- | ---------- | ----------- |
| 2023     | 45"07 | Budapest          | 20-8-2023  |             |
| 2022     | 45"26 | Monaco            | 15-8- 2022 |             |
| 2021     | 44"94 | Tokyo             | 2-8-2021   | 22º         |
| 2020     | 45"31 | Savona            | 16-7-2020  | 7º          |
| 2019     | 44"77 | La Chaux-de-Fonds | 30-6-2019  | 21º         |
| 2018     | 45"26 | Tarragona         | 28-6-2018  | 57º         |
| 2017     | 45"40 | Terminillo        | 20-7-2017  | 64º         |
| 2016     | 47"47 | Modena            | 17-6-2016  |             |
| 2015     | 46"32 | Tallinn           | 9-7-2015   |             |
| 2014     | 46"00 | Rovereto          | 19-7-2014  |             |
| 2013     | 46"94 | Milano            | 27-7-2013  |             |
| 2012     | 46"96 | Misano Adriatico  | 16-6-2012  |             |
| 2011     | 47"80 | Genova            | 9-7-2011   |             |

## Palmarès

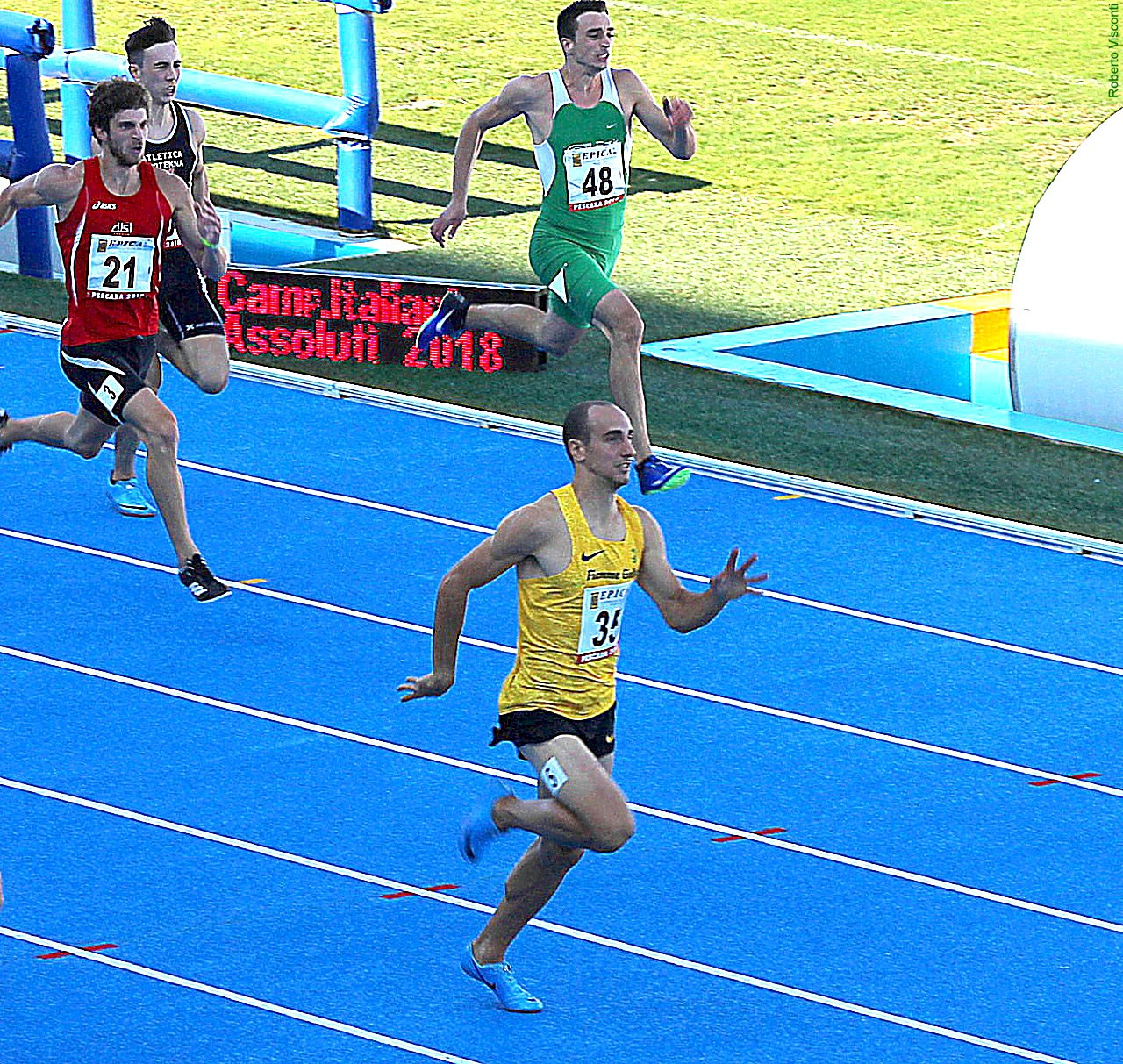
Davide Re ai campionati italiani assoluti di Pescara 2018, vincitore dei 200 metri piani.

| Anno | Manifestazione          | Sede       | Evento        | Risultato  | Prestazione | Note                                              |
| ---- | ----------------------- | ---------- | ------------- | ---------- | ----------- | ------------------------------------------------- |
| 2009 | Mondiali allievi        | Bressanone | 400 m piani   | Semifinale | 50"63       |                                                   |
| 2012 | Mondiali juniores       | Barcellona | 4×400 m       | Finale     | dq          |                                                   |
| 2014 | Mediterraneo U23        | Aubagne    | 400 m piani   | Argento    | 46"49       |                                                   |
| 2014 | Mediterraneo U23        | Aubagne    | 4×400 m       | Argento    | 3'08'24     |                                                   |
| 2014 | Europei                 | Zurigo     | 400 m piani   | Batteria   | 46"34       |                                                   |
| 2014 | Europei                 | Zurigo     | 4×400 m       | Batteria   | 3'04"74     |                                                   |
| 2015 | Europei U23             | Tallinn    | 400 m piani   | 4º         | 46"37       |                                                   |
| 2017 | Mondiali                | Londra     | 400 m piani   | Semifinale | 45"95       |                                                   |
| 2017 | Universiadi             | Taipei     | 400 m piani   | 6º         | 46"87       |                                                   |
| 2018 | Giochi del Mediterraneo | Tarragona  | 400 m piani   | Oro        | 45"26       | Record dei Giochi · Miglior prestazione personale |
| 2018 | Giochi del Mediterraneo | Tarragona  | 4×400 m       | Oro        | 3'03"54     |                                                   |
| 2018 | Europei                 | Berlino    | 400 m piani   | Semifinale | 45"53       |                                                   |
| 2018 | Europei                 | Berlino    | 4×400 m       | 6º         | 3'02"34     |                                                   |
| 2019 | World Relays            | Yokohama   | 4×400 m       | 9º         | 3'02"87     | [ 3 ]                                             |
| 2019 | World Relays            | Yokohama   | 4×400 m mista | 4ª         | 3'20"28     | [ 4 ]                                             |
| 2019 | Mondiali                | Doha       | 400 m piani   | Semifinale | 44"85       |                                                   |
| 2019 | Mondiali                | Doha       | 4×400 m       | 6º         | 3'02"78     |                                                   |
| 2021 | World Relays            | Chorzów    | 4×400 m mista | Oro        | 3'16"60     |                                                   |
| 2021 | Giochi olimpici         | Tokyo      | 400 m piani   | Semifinale | 44"94       | Miglior prestazione personale stagionale          |
| 2021 | Giochi olimpici         | Tokyo      | 4×400 m       | 7º         | 2'58"81     | Record nazionale                                  |
| 2022 | Mondiali                | Eugene     | 400 m piani   | Batteria   | 46"49       |                                                   |
| 2022 | Europei                 | Monaco     | 400 m piani   | Semifinale | 46"02       |                                                   |
| 2022 | Europei                 | Monaco     | 4×400 m       | 8º         | 3'03"04     |                                                   |
| 2023 | Mondiali                | Budapest   | 400 m piani   | Semifinale | 45"29       | [ 5 ]                                             |
| 2023 | Mondiali                | Budapest   | 4×400 m       | 7º         | 3'01"23     |                                                   |
| 2024 | World Relays            | Nassau     | 4x400 m       | 5º         | 3'01"60     |                                                   |
| 2024 | Giochi olimpici         | Parigi     | 400 m piani   | Batteria   | 46"74       |                                                   |

## Campionati nazionali
- 1 volta campione nazionale assoluto dei 200 m piani (2018)
- 3 volte campione nazionale assoluto dei 400 m piani (2017, 2018, 2023)
- 1 volta campione nazionale assoluto indoor della staffetta 4×400 m (2019)

2012
- Bronzo ai campionati italiani juniores, 400 m piani - 46"96

2014
- Oro ai campionati italiani juniores, 4×400 m - 3'14"85
- Argento ai campionati italiani assoluti, 400 m piani - 46"00
- Argento ai campionati italiani assoluti, 4×400 m - 3'13"03[6]

2015
- Argento ai campionati italiani assoluti, 400 m piani - 46"67
- Oro ai campionati italiani assoluti, 4×400 m - 3'10"45[7]

2016
- Oro ai campionati italiani assoluti, 4×400 m - 3'06"11[7]

2017
- Oro ai campionati italiani assoluti indoor, 4×1 giro - 1'27"78[8]
- Oro ai campionati italiani assoluti, 400 m piani - 46"07
- Oro ai campionati italiani assoluti, 4×400 m - 3'06"90[7]

2018
- Oro ai campionati italiani assoluti indoor, 4×1 giro 1'27"03[8]
- Oro ai campionati italiani assoluti, 200 m piani - 21"04
- Oro ai campionati italiani assoluti, 400 m piani - 45"92
- Oro ai campionati italiani assoluti, 4×400 m - 3'06"48[9]

2021
- Bronzo ai campionati italiani assoluti, 400 m piani - 46"27

2022
- Bronzo ai campionati italiani assoluti, 400 m piani - 45"99

2023
- Oro ai campionati italiani assoluti, 400 m piani - 45"21

## Altre competizioni internazionali
2009
- Bronzo alle Gymnasiadi ( Doha), 400 m piani - 48"27
- Bronzo al Festival olimpico della gioventù europea ( Tampere), 400 m piani - 48"57

2013
- 6º al DécaNation ( Valence), 400 m piani - 47"53

2015
- 7º al DécaNation ( Parigi), 400 m piani - 47"21

2017
- Bronzo nella Super League degli Europei a squadre ( Villeneuve-d'Ascq), 400 m piani - 45"56

2018
- 6º al Golden Gala Pietro Mennea ( Roma), 400 m piani - 45"49

2019
- Oro nella Super League degli Europei a squadre ( Bydgoszcz), 400 m piani - 45"35
- Oro nella Super League degli Europei a squadre ( Bydgoszcz), 4×400 m - 3'02"04

2021
- Bronzo nella Super League degli Europei a squadre ( Chorzów), 400 m piani - 45"90
- Oro nella Super League degli Europei a squadre ( Chorzów), 4×400 m - 3'02"64
- Argento al Golden Gala Pietro Mennea ( Firenze), 400 m piani - 45"80